# Ośrodek Wyszkolenia Rezerw Piechoty
Ośrodek Wyszkolenia Rezerw Piechoty – ośrodek szkolenia  piechoty Wojska Polskiego w II Rzeczypospolitej.
Minister spraw wojskowych rozkazem Dep. Dow. Og. 3007 Org. Tj. zarządził z dniem 1 kwietnia 1937 likwidację Batalionu Unitarnego Szkoły Podchorążych Piechoty w m. Różan i utworzenie Ośrodka Wyszkolenia Rezerw Piechoty w m. Różan nad Narwią, stacja kolejowa Pasieki.

## Mobilizacja
Ośrodek Wyszkolenia Rezerw Piechoty w Różanie był jednostką mobilizującą. Komendant ośrodka, zgodnie z planem mobilizacyjnym „W”, był odpowiedzialny za przygotowanie i przeprowadzenie mobilizacji niżej wymienionych oddziałów:
w mobilizacji alarmowej, w grupie jednostek oznaczonych kolorem niebieskim:
- 115 pułku piechoty (bez III baonu[a]),
- kompanii sanitarnej nr 131,

w mobilizacji alarmowej, w grupie jednostek oznaczonych kolorem brązowym (podgrupa 6):
- plutonu artylerii pozycyjnej typ II nr 11,
- plutonu artylerii pozycyjnej typ II nr 12,

w I rzucie mobilizacji powszechnej:
- plutonu miotaczy ognia nr 17,
- plutonu miotaczy ognia nr 18[3].

## Obsada personalna ośrodka
| Pokojowa obsada personalna szkoły w marcu 1939 | Pokojowa obsada personalna szkoły w marcu 1939 | Pokojowa obsada personalna szkoły w marcu 1939  |
| Stanowisko etatowe                             | Stopień, imię i nazwisko oficera               | Przydział mobilizacyjny we wrześniu 1939        |
| ---------------------------------------------- | ---------------------------------------------- | ----------------------------------------------- |
| komendant                                      | płk dypl. piech. Seweryn Łańcucki              | dowódca piechoty dywizyjnej 12 Dywizji Piechoty |
| zastępca komendanta                            | ppłk piech. Czesław Rzedzicki                  | dowódca 115 pp                                  |
| adiutant                                       | kpt. Wit Jan Bydliński                         | oficer informacyjny 115 pp                      |
| lekarz medycyny                                | kpt. lek. dr Aleksander Poncz                  | naczelny lekarz 115 pp                          |
| zastępca komendanta ds. gospodarczych          | mjr int. z wsw Edward Narkowicz                |                                                 |
| oficer mobilizacyjny                           | kpt. adm. (piech.) Emeryk Henryk Wilczek       |                                                 |
| oficer administracyjno-materiałowy             | por. adm. (piech.) Lucjan Jan Kudła            |                                                 |
| oficer taborowy                                | kpt. tab. Adam Bednarczyk                      |                                                 |
| oficer gospodarczy                             | kpt. int. Stanisław III Głowacki               |                                                 |
| oficer żywnościowy                             | kpt. adm. (piech.) Władysław Marmurowicz       | kwatermistrz 115 pp                             |
| dowódca kompanii gospodarczej                  | kpt. tab. Adam Bednarczyk                      |                                                 |
| kierownik wyszkolenia piechoty                 | mjr piech. Karol Fanslau                       | dowódca I batalionu 115 pp                      |
| kierownik wyszkolenia ciężkiej broni piechoty  | kpt. piech. Wiktor Władysław Janiszewski       |                                                 |
| kierownik kursów                               | mjr int. z wsw Edward Narkowicz                |                                                 |
| kierownik kursu adiutantów                     | mjr piech. Andrzej Józef Mika                  | dowódca II batalionu 115 pp                     |
| wykładowca kursu adiutantów                    | mjr piech. Wiesław Pius Teodor Radziszewski    |                                                 |
| kierownik kursu oficerów żywnościowych         | kpt. adm. (piech.) Władysław Marmurowicz       |                                                 |
| kierownik kursu oficerów gospodarczych         | kpt. int. Stanisław III Głowacki               |                                                 |
| wykładowca                                     | kpt. tab. Adam Bednarczyk                      |                                                 |
| wykładowca                                     | por. adm. (piech.) Lucjan Jan Kudła            |                                                 |
| Batalion Manewrowy                             |                                                |                                                 |
| dowódca batalionu                              | ppłk piech. Czesław Rzedzicki                  |                                                 |
| adiutant                                       | wakat                                          |                                                 |
| oficer żywnościowy                             | kpt. adm. (piech.) Sykstus Mądry               | †1940 Katyń                                     |
| oficer gospodarczy                             | kpt. int. Leon Panczkowski                     |                                                 |
| dowódca oddziału zwiadowców                    | kpt. piech. Józef Lucjan Leśniewski            |                                                 |
| dowódca plutonu łączności                      | por. piech. Stefan Aleksander Świstacki        | oficer łączności 115 pp                         |
| dowódca plutonu pionierów                      | kpt. piech. Franciszek Miziniak                | dowódca plutonu pionierów 115 pp                |
| dowódca plutonu przeciwpancernego              | kpt. piech. Feliks Marcin Piorun               | dowódca kompanii ppanc 115 pp                   |
| dowódca 1 kompanii                             | kpt. piech. Stefan Parfiniewicz                | I adiutant 115 pp                               |
| instruktor kompanii                            | kpt. piech. Feliks Miodowski                   |                                                 |
| instruktor kompanii                            | kpt. piech. Ryszard Roman                      | dowódca 4 kompanii 115 pp                       |
| instruktor kompanii                            | por. piech. Dionizy Wincenty Rusek             | dowódca 1 kompanii 115 pp                       |
| dowódca 2 kompanii                             | mjr piech. Władysław Galica                    | dowódca III batalionu 116 pp                    |
| instruktor kompanii                            | kpt. piech. Karol Dokurno                      |                                                 |
| instruktor kompanii                            | kpt. piech. Zdzisław Mikołaj Ukleja            | dowódca 2 kompanii 115 pp                       |
| instruktor kompanii                            | por. piech. Wincenty Wypchło                   | I adiutant 204 pp                               |
| dowódca 3 kompanii                             | kpt. piech. Jan Steczowicz                     | dowódca 3 kompanii 115 pp                       |
| instruktor kompanii                            | kpt. piech. Zbigniew Stanisław Stańczewski     | dowódca 6 kompanii 115 pp, †1940 Charków        |
| instruktor kompanii                            | por. piech. Bolesław Michał Ostrowski          | dowódca 5 kompanii 115 pp                       |
| instruktor kompanii                            | por. piech. Józef Tymoteusz Kraśniewski        | dowódca kompanii zwiadu 145 pp                  |
| dowódca kompanii karabinów maszynowych         | kpt. piech. Bohdan Stefan Łożyński             | dowódca 1 kompanii ckm 115 pp                   |
| instruktor kompanii                            | kpt. piech. Wacław Schmidt                     | dowódca 8 kompanii 135 pp                       |
| instruktor kompanii                            | por. piech. Tadeusz Ciałowicz                  | dowódca plutonu pgaz 115 pp                     |
| instruktor kompanii                            | por. piech. Marian Kłosiński                   | dowódca I plutonu 1 kompanii ckm 115 pp         |